# Saint-Benoît-du-Sault
Saint-Benoît-du-Sault is een gemeente in het Franse departement Indre (regio Centre-Val de Loire) en telde op 1 januari 2022 510 inwoners. De plaats maakt deel uit van het arrondissement Le Blanc. Saint-Benoît-du-Sault is lid vanLes Plus Beaux Villages de France.

## Geografie
De oppervlakte van Saint-Benoît-du-Sault bedroeg op 1 januari 2022 1,8 vierkante kilometer; de bevolkingsdichtheid was toen 283,3 inwoners per km².

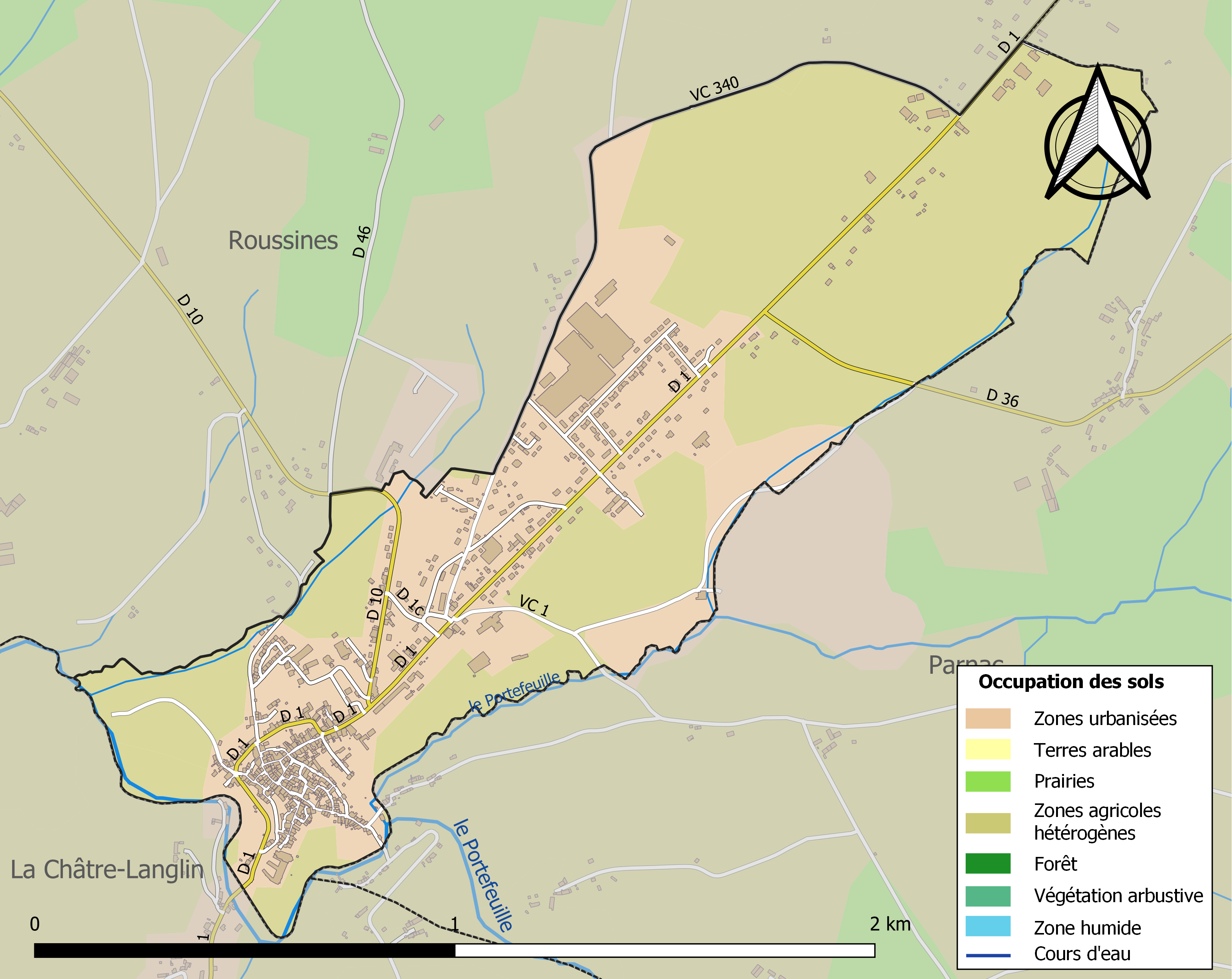
Kaart van de gemeente met belangrijkste infrastructuur, bodemgebruik en omliggende gemeenten

## Demografie
Onderstaande figuur toont het verloop van het inwonertal (bron: INSEE-tellingen).

## Afbeeldingen

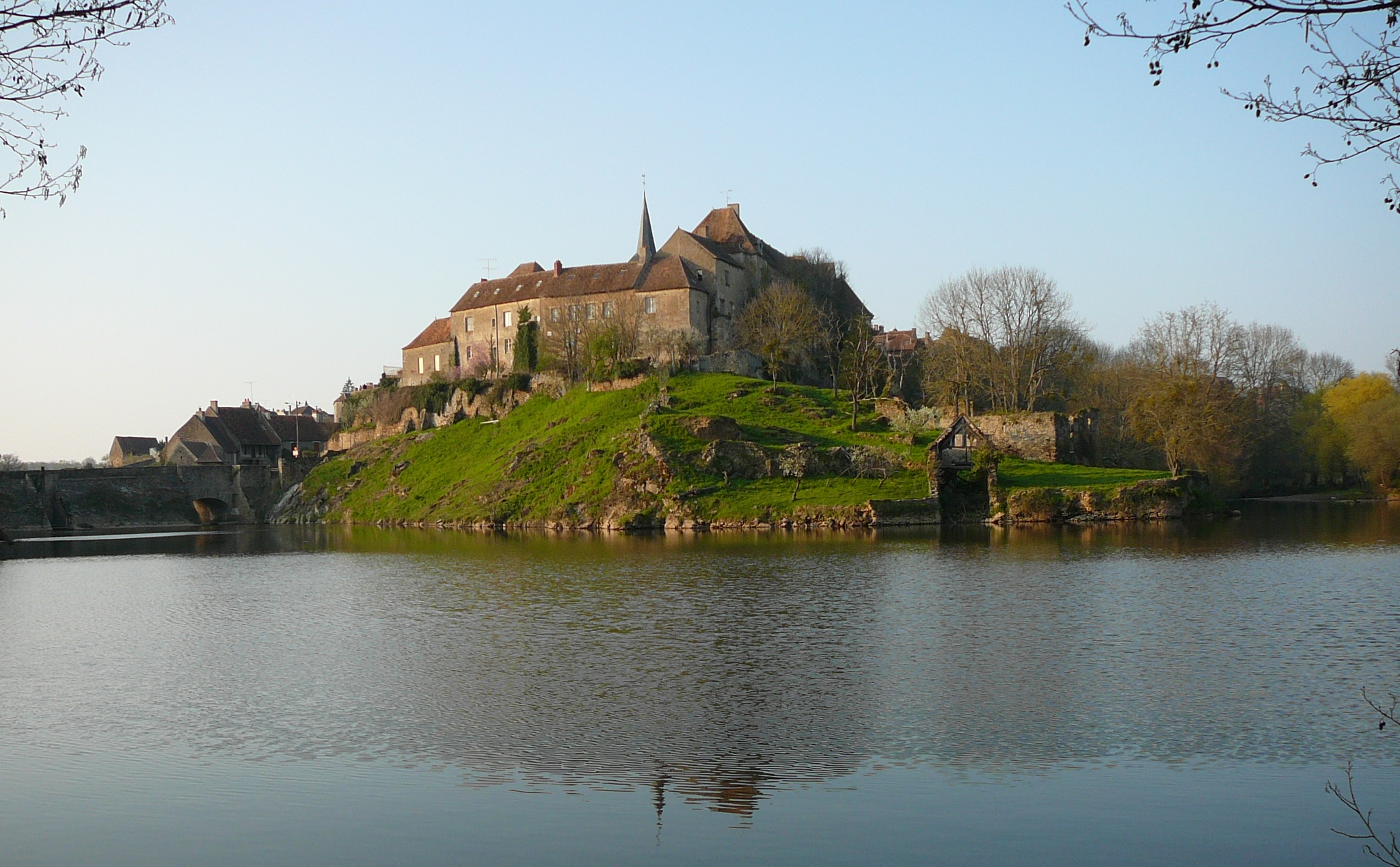
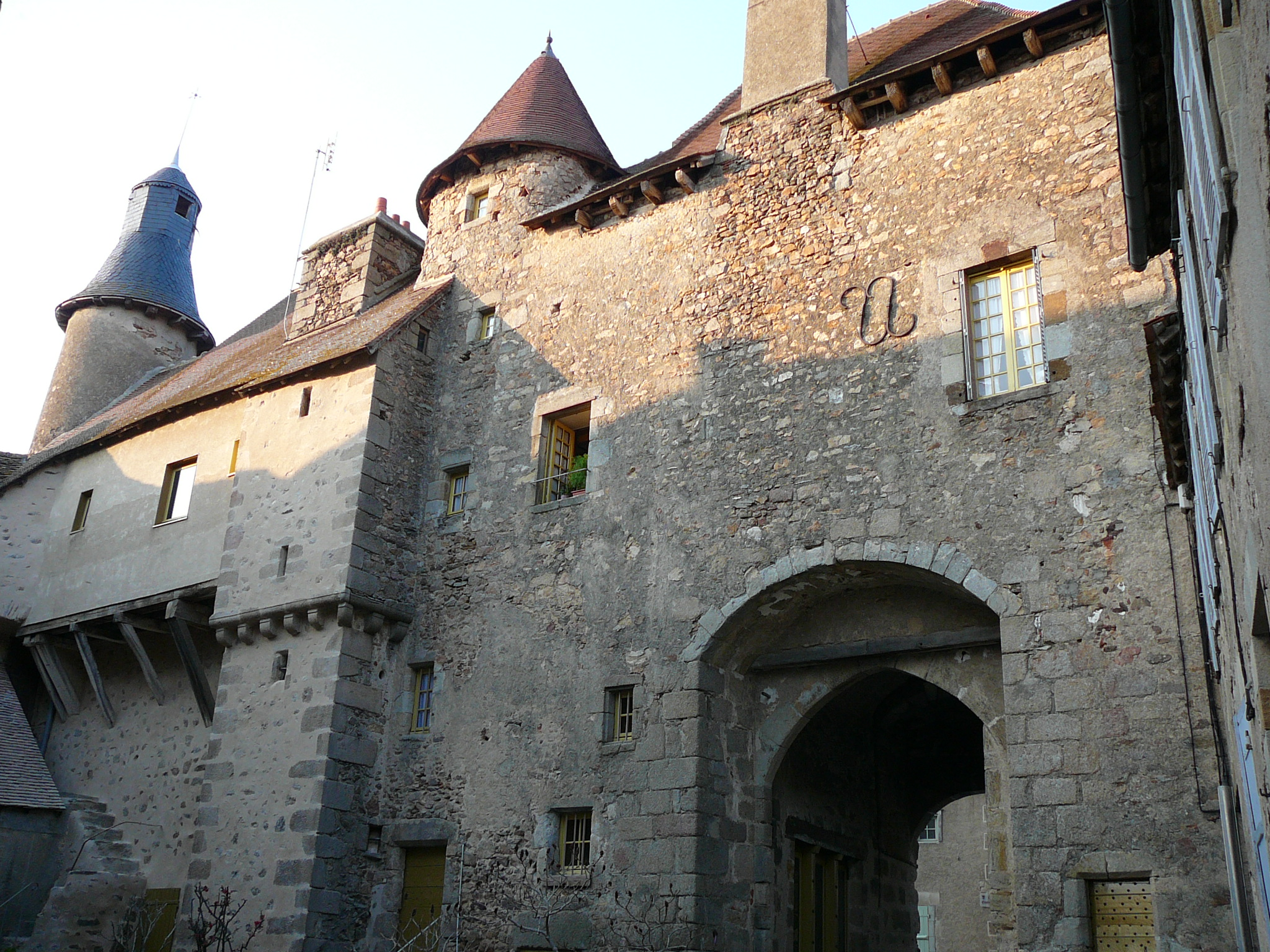
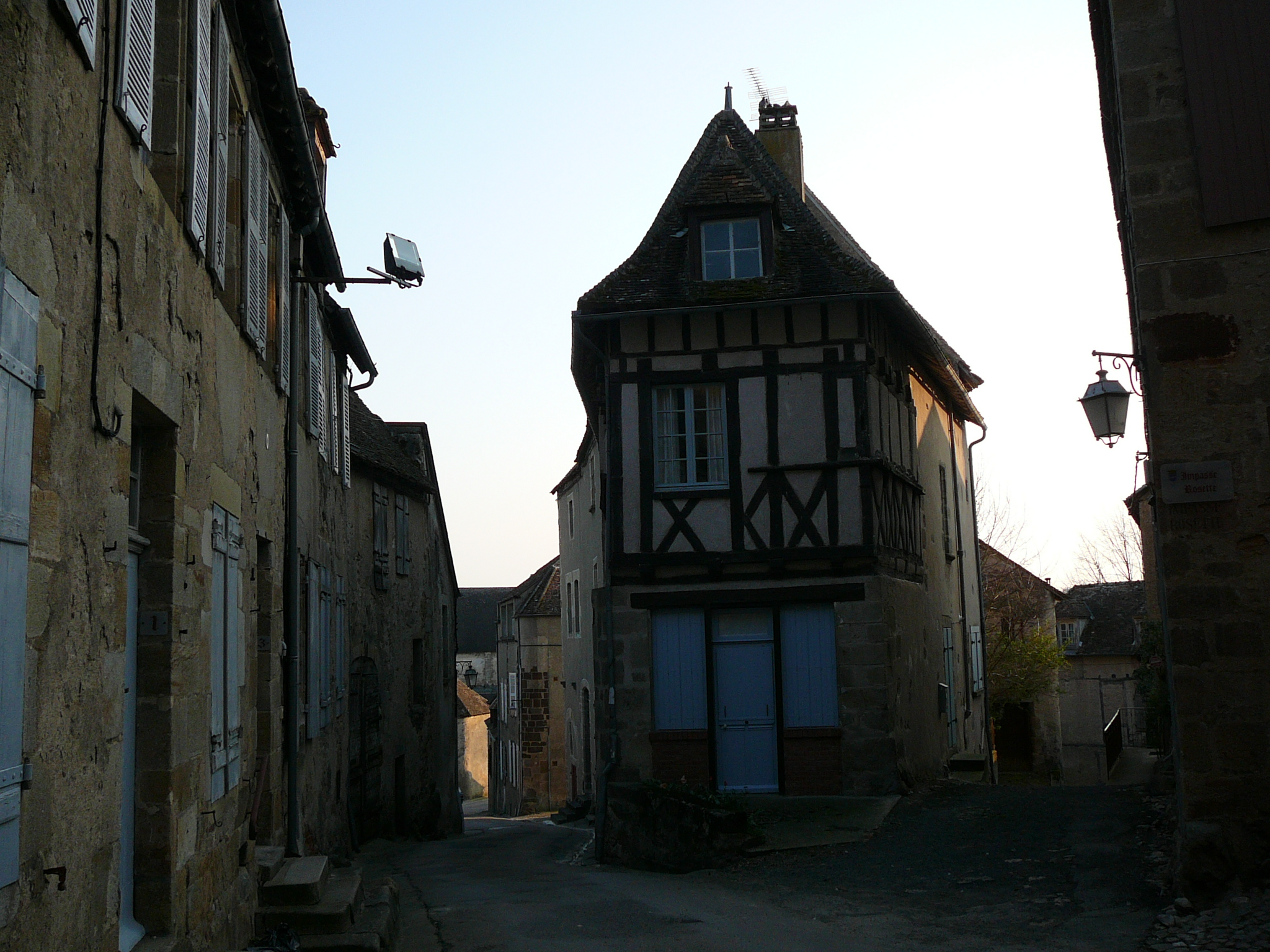